# ハディム・エンディアイェ
セリニュ・ハディム・エンディエイェ（Serigne Khadim N'Diaye、1985年4月5日 - ）は、セネガルの首都ダカール出身のプロサッカー選手。元セネガル代表。ポジションはGK。

## 経歴

### クラブ
デビュー以来、主にセネガル国内のクラブでプレー。2012年にはスウェーデンのカルマルFFにレンタルで在籍したが、リーグ戦には出場しなかった。2014年よりギニアのオロヤACでプレー。

### 代表
2009年11月、セネガル代表初招集。2010年5月、デンマーク代表戦でセネガル代表デビュー。2012年と2015年にはアフリカネイションズカップに参加した。
2018年5月、2018 FIFAワールドカップに参加する代表チーム23人の一人に選ばれた。本大会前は第2GKが予想されていたが、本大会直前でアブドゥライェ・ディアロからポジションを奪取し正GKとして出場した。しかしチームは1勝1分1負で3位に終わり、決勝トーナメント進出とはならなかった。

## 代表歴

### 出場大会
- セネガル代表
  - 2018 FIFAワールドカップ

### 試合数
- 国際Aマッチ 29試合 0得点（2010年-2018年）[4]

| セネガル代表 | 国際Aマッチ | 国際Aマッチ |
| 年           | 出場        | 得点        |
| ------------ | ----------- | ----------- |
| 2010         | 6           | 0           |
| 2011         | 2           | 0           |
| 2012         | 2           | 0           |
| 2013         | 3           | 0           |
| 2014         | 0           | 0           |
| 2015         | 1           | 0           |
| 2016         | 4           | 0           |
| 2017         | 6           | 0           |
| 2018         | 5           | 0           |
| 通算         | 29          | 0           |